# El mito de Sísifo

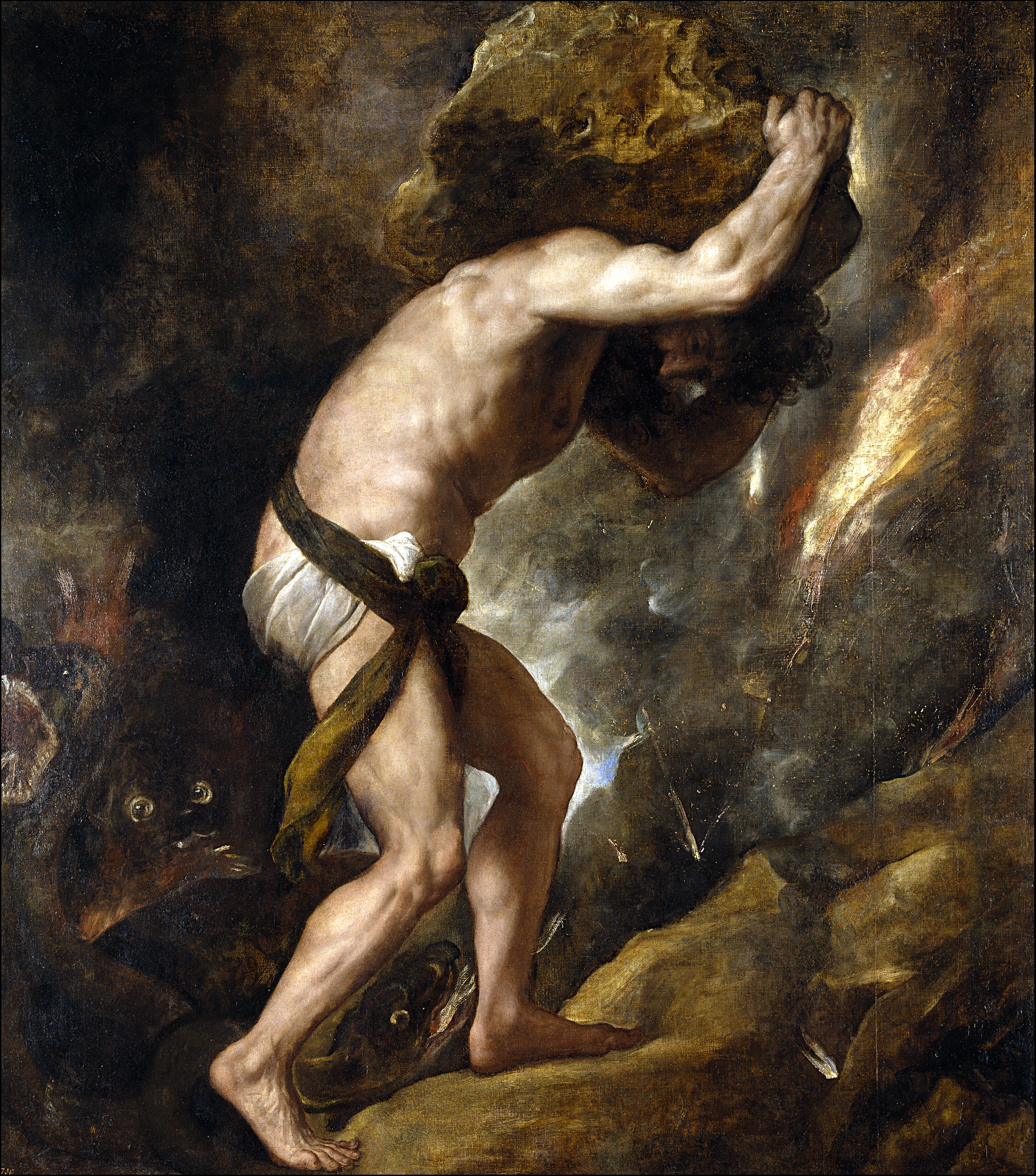
Sisyphus, por Tiziano, 1549.

El mito de Sísifo es un ensayo filosófico del pensador Albert Camus, originalmente publicado en francés en 1942 como Le Mythe de Sisyphe. El ensayo se abre con la siguiente cita de Píndaro:
No te afanes, alma mía, por una vida inmortal, pero agota el ámbito de lo posible.
El título del ensayo proviene de un atribulado personaje de la mitología griega. En él, Camus discute la cuestión del suicidio  y el valor de la vida, presentando el mito de Sísifo como metáfora del esfuerzo inútil e incesante del hombre.
De esta forma plantea la filosofía del absurdo, que mantiene que nuestras vidas son insignificantes y no tienen más valor que el de lo que creamos. Siendo el mundo tan fútil, Camus pregunta,  ¿hay alternativa al suicidio? El ensayo se inicia: No hay sino un problema filosófico realmente serio: el suicidio.
Sísifo, dentro de la mitología griega, como Prometeo, hizo enfadar a los dioses por su extraordinaria astucia. Como castigo, fue condenado a perder la vista y a empujar perpetuamente un peñasco gigante montaña arriba hasta la cima, solo para que volviese a caer rodando hasta el valle, desde donde debía recogerlo y empujarlo nuevamente hasta la cumbre y así indefinidamente.
Camus desarrolla la idea del "hombre absurdo", o con una "sensibilidad absurda". Es aquel que se muestra perpetuamente consciente de la completa inutilidad de su vida. También es aquel que, incapaz de entender el mundo, se confronta en todo momento a esta incomprensión. El hombre rebelde será, por lo tanto, aquel que se encuentre en todo momento frente al mundo: “El rebelde no niega la historia que le rodea y trata de afirmarse en ella. Pero se encuentra ante ella como el artista ante lo real, la rechaza sin eludirla. Ni siquiera durante un segundo hace de ella un absoluto”.
Para explicar su teoría, Camus se basa en una ética de cantidad, no de calidad, que acumule el mayor número de experiencias. Esta "eterna vivacidad", este eterno confrontamiento con el absurdo mediante el mayor número de experiencias es justamente lo que daría sentido a no renegar del absurdo. En este punto, Camus muestra cómo su existencialismo no promueve el quietismo  y la pasividad ante el absurdo. Aceptar el absurdo, afirma, es la única alternativa aceptable al injustificable salto de fe que constituye la base de todas las religiones (e incluso del existencialismo, que por ende Camus no aceptaba completamente). Aprovechándose de numerosas fuentes filosóficas y literarias, y particularmente de Dostoievski, Camus describe el progreso histórico de la conciencia del absurdo y concluye que Sísifo es el héroe absurdo definitivo.
En su ensayo, Camus afirma que Sísifo experimenta la libertad durante un breve instante, cuando ha terminado de empujar el peñasco y aún no tiene que comenzar de nuevo. En ese punto, Camus sentía que Sísifo, a pesar de ser ciego, sabía que las vistas del paisaje estaban ahí y debía haberlo encontrado edificante: "Uno debe imaginar feliz a Sísifo", declara, por lo que, aparentemente, lo salva de su destino suicida.
Camus es un escritor que parte de la existencialidad que tiene la existencia como algo dado y que solo acepta eso como punto de partida para que el hombre pueda resolver la única cuestión de importancia vital, a saber: si es que vivir merece o no la pena, si es que efectivamente puede tener sentido el ser humano.
La obra se cierra con un apéndice sobre la obra de Franz Kafka, interpretada finalmente de manera similar, en términos de un esteticismo, a su modo, esperanzador.
El mito de Sísifo se forja como una metáfora, describiendo todo lo que abruma a los hombres hoy en día, así como a Sísifo y diferentes héroes antiguos a soportar las diferentes pruebas o castigos a los que eran impuestos para conseguir libertad o ser acreedores a ciertos beneficios; en el mundo contemporáneo serían los diferentes sentimientos y pruebas que la vida pone enfrente y la manera en que el humano comienza o está dispuesto a superarlas con la propia convicción de saberse el único con el poder para hacerlo. 
El existencialismo presente en El mito de Sísifo nos presenta la capacidad de elección en la toma de decisiones individuales que confieren a cada persona encontrar el sentido a su propia existencia; es una alerta a la conciencia. 
Camus intenta una reconstrucción por vía del análisis de signos de la vida contemporánea. En él, el vínculo entre filosofía y literatura responde al esfuerzo por sensibilizar al hombre contemporáneo frente a la urgencia de emprender una reinvención de la civilización, al tiempo que da cuenta de su pensamiento de que el hombre absurdo, por excelencia, es creador.

## Resumen

### Capítulo 1: Un razonamiento absurdo
Camus busca responder la que considera la cuestión fundamental de la filosofía: juzgar si la vida vale o no la pena de ser vivida. En otras palabras, si la falta de un sentido o el absurdo de la existencia requieren del suicidio.
Comienza con la descripción del absurdo: gran parte de nuestra vida está fundamentada en la esperanza en el mañana, a pesar de que el mañana nos acerca más a la muerte. Las personas viven como si no tuvieran la certeza de la muerte. Una vez despojado de sus romanticismos comunes, el mundo es un lugar extraño e inhumano; el conocimiento verdadero es imposible y el uso de la razón y la ciencia no pueden explicar el universo: sus intentos terminan siempre en abstracciones sin sentido, en metáforas. “Desde el momento en que se le reconoce, el absurdo se convierte en una pasión, en la más desgarradora de todas.” 
No es el mundo el que es absurdo, tampoco el humano: el absurdo surge cuando la necesidad del humano por entender se encuentra con la irracionalidad del mundo, cuando “mi apetencia de absoluto y de unidad”, se encuentra con “la irreductibilidad de este mundo a un principio racional y razonable.” Después cita ciertos pensamientos filosóficos que describen e intentan lidiar con el sentimiento del absurdo: pensamientos de Heidegger, Jaspers, Chestov, Kierkegaard, y Husserl. Todos estos filósofos, dice Camus, cometen un “suicidio filosófico” al llegar a conclusiones que contradicen la posición original del absurdo, ya sea abandonando la razón y girando hacia Dios, como es el caso de Kierkegaard y Chestov, o elevando la razón y finalmente arribando a formas platónicas ubicuas y a un dios abstracto, como es el caso de Husserl. 
Para Camus, que se propone tomar el absurdo seriamente y llevarlo hasta sus últimas consecuencias, estos “saltos” no son convincentes. Tomarse el absurdo seriamente significa admitir la contradicción entre el deseo de la razón y el mundo irrazonable. El suicidio, entonces, debe ser rechazado: sin el hombre, el absurdo no puede existir. La contradicción debe ser vivida; la razón y sus límites debe ser admitida, sin esperanzas falsas. Sin embargo, el absurdo no debe ser aceptado nunca: requiere constante confrontación, constante rebeldía. Mientras la cuestión de la libertad humana en el sentido metafísico pierde el interés para el hombre absurdo, gana libertad en un sentido muy concreto: sin estar ligado a una esperanza por un mejor futuro o por la eternidad, sin una necesidad de buscarle un propósito a la vida o de crear significado, “disfruta de una libertad con respecto a las reglas comunes.” Aceptar el absurdo implica aceptar todo lo que el mundo irrazonable tiene para ofrecer. Sin un significado de la vida, no hay escala de valores. “Lo que cuenta no es vivir lo mejor posible, sino vivir lo más posible.” Así, Camus llega a tres consecuencias del completo reconocimiento del absurdo: rebeldía, libertad, y pasión.

### Capítulo 2: El hombre absurdo
¿Cómo debe vivir el hombre absurdo? Claramente, no aplican las reglas éticas, ya que todas están basadas en la existencia de un poder divino. “La honradez no necesita reglas.” 'Todo está permitido' “no se trata de un grito de liberación y  alegría, sino de una comprobación amarga.” 
Después de esto, Camus presenta ejemplos de vidas absurdas.
Comienza con Don Juan, el seductor que vive al máximo una vida apasionada. “No hay más amor generoso que el que se sabe al mismo tiempo pasajero y singular.” 
El siguiente ejemplo es el del actor, que representa vidas efímeras para lograr fama efímera. “Lo que demuestra es hasta qué punto el parecer hace al ser.” “En esas tres horas va hasta el final del camino sin salida que el hombre de la sala tarda toda su vida en recorrer.” 
El tercer ejemplo es el del conquistador, el guerrero que renuncia a todas las promesas de eternidad para ocuparse por completo en la historia humana. Él prefiere la acción a la contemplación, consciente del hecho que nada puede durar y ninguna victoria es final.

### Capítulo 3: La creación absurda
En este capítulo Camus explora al creador o artista absurdo. Ya que la explicación es imposible, el arte absurdo está restringido a la descripción de las diversas experiencias del mundo. “Si el mundo fuese claro no existiría el arte.” La creación absurda, por supuesto, también se debe abstener de juzgar y de aludir incluso a la menor sombra de esperanza.
Después analiza el trabajo de Dostoievski, en donde explora el tema filosófico del suicidio partiendo desde el absurdo, pero en gran parte de sus obras el autor encuentra un camino a la esperanza y la fe en Dios, y por lo tanto fracasan como creaciones absurdas. 

### Capítulo 4: El mito de Sísifo
En este último capítulo, Camus esboza el mito de Sísifo, quien desafió a los dioses, y como castigo los dioses le dan la tarea de cargar una roca hasta lo más alto de una montaña, desde donde la roca cae; entonces Sísifo debe regresar a la parte baja de la montaña para volver a cargar la roca hasta lo más alto, y así por toda la eternidad. 
Camus ve en Sísifo al héroe absurdo que vive su vida al máximo, odia la muerte, y es condenado a una tarea inútil.
Camus presenta la incesante e inútil tarea de Sísifo como una metáfora de la vida moderna, con el trabajo fútil en fábricas y oficinas. “El obrero actual trabaja durante todos los días de su vida en las mismas tareas y ese destino no es menos absurdo. Pero no es trágico sino en los raros momentos en que se hace consciente.”
Camus se muestra interesado en los pensamientos de Sísifo mientras marcha de regreso a la parte baja de la montaña, a comenzar de nuevo. Ese es el momento verdaderamente trágico, cuando el héroe se vuelve consciente de su condición miserable. No tiene esperanza, pero “no hay destino que no se venza con el desprecio.” Reconocer la verdad la conquistará; Sísifo, igual que el hombre absurdo, continúa empujando. Camus asegura que cuando Sísifo reconoce la futilidad de su tarea y la certeza de su destino, es liberado para darse cuenta de lo absurdo de su situación y para llegar a un estado de aceptación. Con un guiño al héroe griego condenado de forma similar, Prometeo, Camus concluye que “todo está bien”, continuándolo con "uno debe imaginar a Sísifo feliz."